# NGC 4388

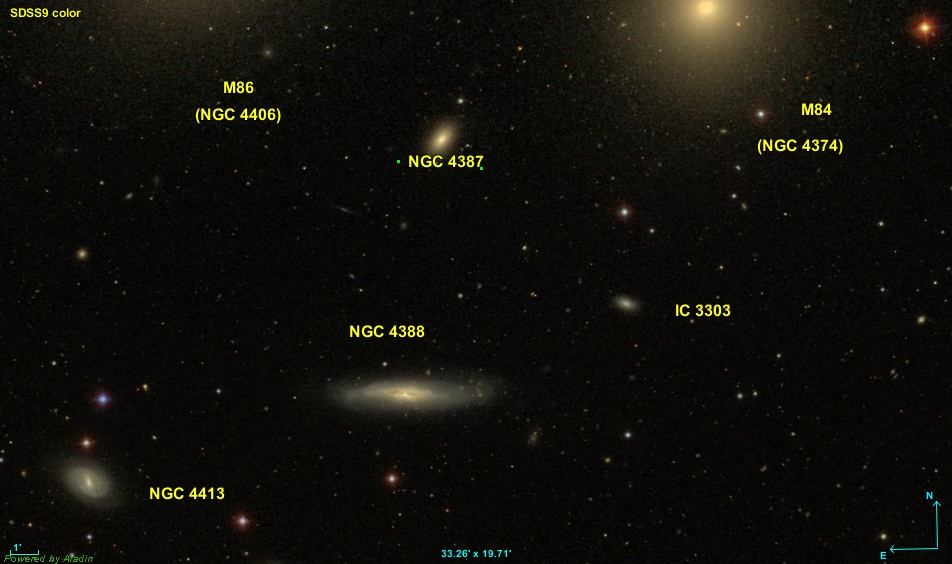
NGC 4388 est situé au sud de M84 et de M86, deux galaxies de la chaîne de Markarian.

NGC 4388 est une galaxie spirale vue par la tranche et située dans la constellation de la Vierge. NGC 4388 a été découverte par l'astronome germano-britannique William Herschel en 1784.

## Caractéristiques
La classe de luminosité de NGC 4388 est II et elle présente une large raie HI. NGC 4388 faisait partie des galaxies étudiées lors du relevé de l'hydrogène neutre de l'amas de la Vierge par le Very Large Array. Les résultats de cette étude sont sur cette page du site du VLA.

### Distance
Sa vitesse par rapport au fond diffus cosmologique est de 2 855 ± 23 km/s, ce qui correspond à une distance de Hubble de 42,11 ± 2,97 Mpc (∼137 millions d'al).
À ce jour, 28  mesures non basées sur le décalage vers le rouge (redshift) donnent une distance de 18,771 ± 3,369 Mpc (∼61,2 millions d'al), ce qui nettement est à l'extérieur des valeurs de la distance de Hubble.
Cette galaxie, comme plusieurs de l'amas de la Vierge, est relativement rapprochée du Groupe local et on obtient souvent une distance de Hubble très différente en raison de leur mouvement propre dans le groupe où l'amas où elles sont situées. La distance de 18,771 Mpc est peut-être plus près de la réalité. Selon ces deux mesures, NGC 4388 se dirige vers le centre de l'amas en direction opposée à la Voie lactée. Notons que c'est avec la valeur moyenne des mesures indépendantes, lorsqu'elles existent, que la base de données NASA/IPAC calcule le diamètre d'une galaxie.

### Radiogalaxie et galaxie de Seyfert
NGC 4388 possède aussi un jet d'ondes radioet c'est aussi une galaxie active de type Seyfert 1.9/2.

### Luminosité dans l'infrarouge
La luminosité de la galaxie NGC 4388 dans l'infrarouge lointain (de 40 à 400 µm)  est égale à 5,62 × 109 {\displaystyle L_{\odot }} (109,75{\displaystyle L_{\odot }}) et sa luminosité totale dans l'infrarouge (de 8 à 1 000 µm) est de 1,00 × 1010 {\displaystyle L_{\odot }} (1010,0{\displaystyle L_{\odot }}).

### Région HII

La région HII découverte par le télescope Subaru.

On a récemment découvert une résion d'hydrogène ionisé (région HII) compacte grâce aux observations réalisées avec le télescope Subaru de l'Observatoire astronomique national du Japon,.

## Morphologie
NGC 4388 a été utilisée par Gérard de Vaucouleurs comme une galaxie de type morphologique SA:(r)ab sp dans son atlas des galaxies,.
Eskridge, Frogel et Pogge ont publié un article en 2002 décrivant la morphologie de 205 galaxies spirales ou lenticulaires rapprochées. Les observations ont été réalisées dans la bande H de l'infrarouge et dans la bande B (le bleu). Selon Eskridge et ses collègues, NGC 4388 est de type (R)SB(r)0/a pec dans la bande B et (R)SBa dans la bande H. Le noyau de NGC 4388 est elliptique et il est encastré dans un bulbe modérément brillant. On voit cette galaxie presque par la tranche. Deux bras spiraux bien définis et étroitement enroulés forment un anneau presque complet. Les bras présentent un certain nombre de régions denses, mais celles-ci sont plus vastes et plus diffuses que les nœuds typiques de régions HII. À des isophotes plus faibles, le système renflement/anneau commence à ressembler à un bulbe carré intégré dans le disque. Il existe une extension de brillance de surface au-delà des bras/anneaux. 

## NGC 4388, une galaxie sous influence gravitationnelle

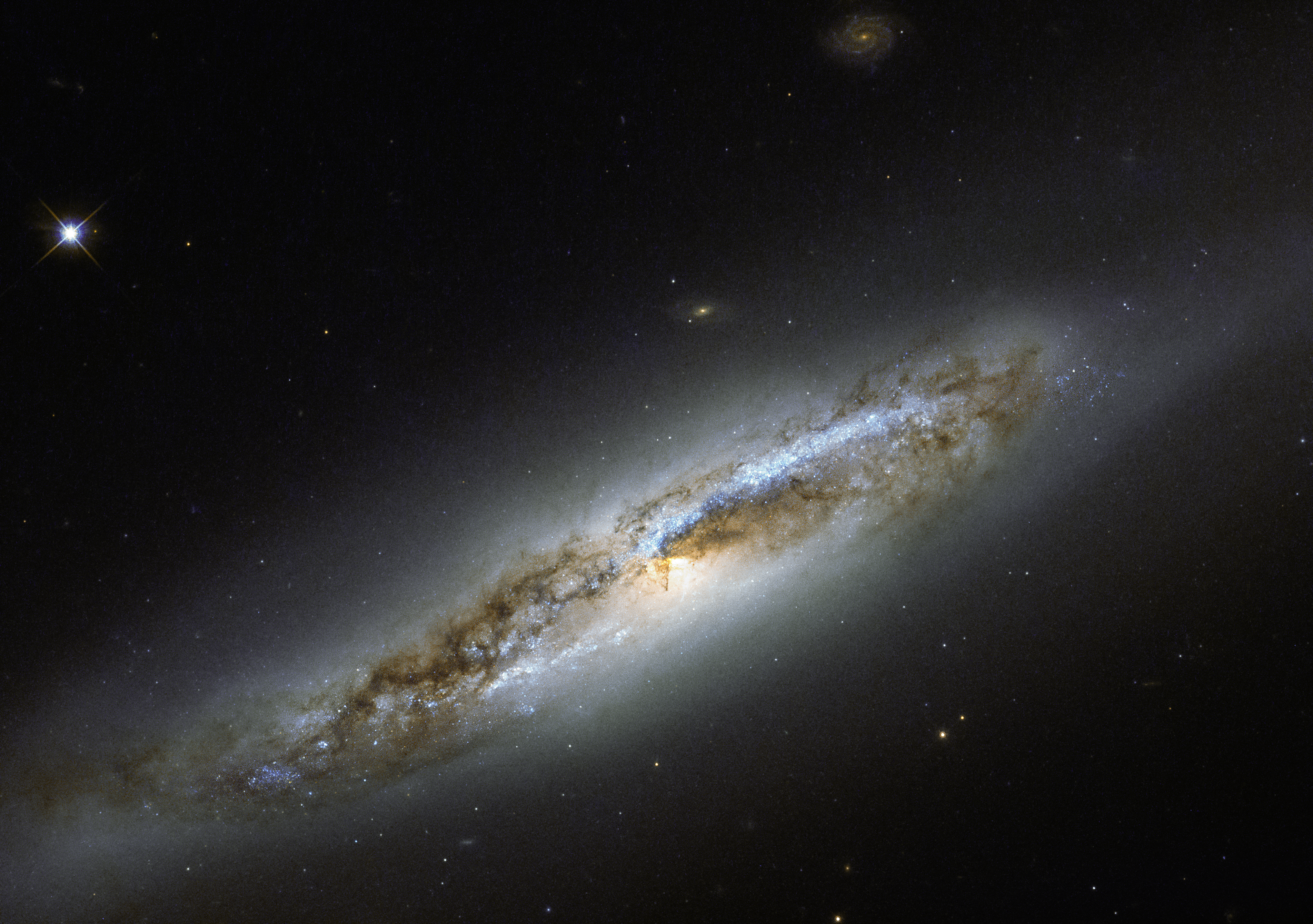
NGC 4388, une galaxie en transformation. (télescope spatial Hubble)

L'amas de la Vierge particulièrement riche en galaxies massives est composé de plus de 1300 galaxies. L'une des galaxies de cet amas, NGC 4388, subit les effets gravitationnels de l'ensemble. Elle se transforme lentement et elle a déjà acquis une identité un peu confuse. Alors que sa périphérie semble lisse et sans relief, une caractéristique commune aux galaxies elliptiques, son centre contient des lignes sombres de poussière remarquables et deux bras spiraux émergent de son noyau lumineux, des caractéristiques d'une galaxie spirale. Ses bras sont également parsemés de taches bleues, des endroits peuplés de jeunes étoiles massives. Cette galaxie a donc été l'hôte récemment de sursaut de formation d'étoiles. On pense que cette inhabituelle combinaison de caractéristiques provient de l'interaction gravitationnelle entre NGC 4388 et l'amas de la Vierge.

## Trou noir supermassif
Une étude  réalisée en 2007  auprès de 90 galaxies de type Seyfert 2 utilisant la dispersion des vitesses a permis d'estimer la masse des trous noirs supermassifs centraux de celles-ci. Pour NGC 4388, la masse du trou noir est égale à 17 × 106 {\displaystyle M_{\odot }} (107,22).
Selon une autre étude publiée en 2012 et basée sur la dispersion des vitesses de la région centrale de NGC 4388, la masse du trou noir serait de 16,6 millions de {\displaystyle M_{\odot }}  (107,22).
Selon les auteurs d'un article publié en 2012, la connaissance de la masse d'un trou noir central et du taux d'accrétion par celui-ci permet d'estimer le taux de formation d'étoiles dans la région centrale des galaxies de type Seyfert. Ce taux pour NGC 4388 serait à l'intérieur et à l'extérieur d'un rayon de 1 kpc respectivement de 0,21 {\displaystyle M_{\odot }}/an  et de 0,24 {\displaystyle M_{\odot }}/an
.

## Groupe de M88, de M60 et l'amas de la Vierge
Selon A.M. Garcia, NGC 4388 est membre du groupe de M88 (NGC 4501). Ce groupe de galaxies comprend au moins 44 membres, dont 17 apparaissent au New General Catalogue et 18 à l'Index Catalogue.
D'autre part, la plupart des galaxies du New General Catalogue, dont NGC 4388, et seulement trois de l'Index Catalogue du groupe de M88 apparaissent  dans une liste de 227 galaxies d'un article publié par Abraham Mahtessian en 1998. Cette liste comporte plus de 200 galaxies du New General Catalogue et une quinzaine de galaxies de l'Index Catalogue. On retrouve dans cette liste 11 galaxies du Catalogue de Messier, soit M49, M58, M60, M61, M84, M85, M87, M88, M91, M99 et M100.
Toutes les galaxies de la liste de Mahtessian ne constituent pas réellement un groupe de galaxies. Ce sont plutôt plusieurs groupes de galaxies qui font tous partie d'un amas galactique, l'amas de la Vierge. Pour éviter la confusion avec l'amas de la Vierge, on peut donner le nom de groupe de M60 à cet ensemble de galaxies, car c'est l'une des plus brillantes de la liste. L'amas de la Vierge est en effet beaucoup plus vaste et compterait environ 1300 galaxies, et possiblement plus de 2000, situées au cœur du superamas de la Vierge, dont fait partie le Groupe local,.
De nombreuses galaxies de la liste de Mahtessian se retrouvent dans onze groupes décrits dans l'article d'A.M. Garcia, soit le groupe de NGC 4123 (7 galaxies), le groupe de NGC 4261 (13 galaxies), le groupe de NGC 4235 (29 galaxies), le groupe de M88 (13 galaxies, M88 = NGC 4501), le groupe de NGC 4461 (9 galaxies), le groupe de M61 (32 galaxies, M61 = NGC 4303), le groupe de NGC 4442 (13 galaxies), le groupe de M87 (96 galaxies, M87 = NGC 4486), le groupe de M49 (127 galaxies, M49 = NGC 4472), le groupe de NGC 4535 (14 galaxies) et le groupe de NGC 4753 (15 galaxies). Ces onze groupes font partie de l'amas de la Vierge et ils renferment 396 galaxies. Certaines galaxies de la liste de Mahtessian ne figurent cependant dans aucun des groupes de Garcia et vice versa.